# Карташёвка (Белгородская область)
Карташёвка — село в Прохоровском районе Белгородской области России. Входит в состав Прелестненского сельского поселения.

## География
Находится в северной части Белгородской области, в лесостепной зоне, в пределах юго-западного склона Среднерусской возвышенности, вблизи административной границы с Курской областью.

### Климат
Климат характеризуется как умеренно континентальный, с относительно мягкой зимой и тёплым продолжительным летом. Среднегодовая температура воздуха — 5,4 °C. Средняя температура воздуха самого холодного месяца (января) — −9,2 °C; самого тёплого месяца (июля) — 16,4 — 24,3 °C. Безморозный период длится в среднем 155—160 дней. Годовое количество атмосферных осадков — 527—595 мм, из которых большая часть выпадает в тёплый период.

## История
Село Карташевка известно еще со времен крымско-татарских набегов XVI века. Дорога от Крыма до Москвы одной из своих ветвей пролегала чрез  Обоянь и Курск, через Бехтеевку, и потом на Карташевку ( с татарского - «Чёрная гора»).
Белгородский краевед  А.Г. Бобова предполагает другое значение названия села: 
«Происхождение названия села Карташевки пока не совсем ясно. Но на ранней стадии своего существования оно имело другое более длинное название – Нижний Праворотский Колодезь. Праворотскими (Праворотными) назывались некоторые небольшие речушки и ручьи, впадающие в основное русло с правой стороны, в частности, в Псел. Кроме указанных двух названий она имела и третье – Ивлевка, происходящее от одной из коренных карташевских фамилий. Согласно «писцовой» книге Обоянского уезда 1684 года Карташевки еще не было, но в верховье Праворотского Колодезя была деревня Верхний Праворотский Колодезь (современ. Пристенский район Курской области), в списках жителей которой были Ивлевы, Салтановы и Суворовы. Не раннее конца 1720-х годов однодворцы, носящие эти фамилии, основали деревню Нижний Праворотский Колодезь, она же Ивлевка, она же Карташевка».
В 1861 году в Карташевке проживало немало зажиточных семей, имелись 5 мельниц, 3 ветряные мельницы и 2 водяные, 3 просорушки, 2 волночёски, одну маслобойню и крупорушку. Мельницы были оборудованы двигателями. На территории располагалась кирпичная Троицкая церковь, приход составлял  984 человека. Церковь имела богатое убранство, была покрыта железом, липовый пятиярусный иконостас возглавлялся большим крестом. Некоторое иконы были вставлены в золоченый войт, иконы все были написаны на дереве, кроме иконы Великомученицы Варвары - изображена на цинковой основе. Церковь просуществовала до 1940-х годов и была разрушена во время войны.
По административном делению Карташевка относилась к Курской губернии Обоянского уезда Ольшанской волости. После 1917 года были образованы сельские Советы, но сохранилось волостное правление. Кроме Карташевки в Карташевский Совет входила и Малая Псинка и хутор Кутов.
В 1926 году в селе проживало 2289 человек, работало 5 ветряных мельниц, 3 просорушки, две волночески, одна маслобойка. В 1928 году образовался колхоз  «Имени 1 мая», в который вступили и самые зажиточные семьи, избежав тем самым раскулачивания. В это же время частный дом одного из богатых  жителей села Дмитрия Егоровича Малыхина был экспроприирован и отдан под школу, которая действовала до 1957 года.
В ноябре 1941 года Карташевка была захвачена фашистами. Мирные люди подверглись грабежам, насилию и убийствам. Местные жители не оставались в стороне , помогали фронту не только уходя добровольцами, но и участвовали в строительстве аэродрома под Прохоровкой, рыли окопы, вступали в  партизанские отряды. В селе после войны поставили памятник павшим солдатам, там же находится братская могила для 960 воинов.
В 1943 году, во время боёв на Курской дуге, неподалёку от села произошло знаменитое танковое сражение.

## Население
| 2002 | 2010 |
| ---- | ---- |
| 190  | ↘176 |

## Инфраструктура
В селе есть дом культуры, сельская библиотека, муниципальное общеобразовательное учреждение «Карташевская основная общеобразовательная школа».